# Pomnik Jagiellonii Białystok
Pomnik Jagiellonii Białystok, także Pomnik żołnierzy 42 Pułku Piechoty im. Jana Henryka Dąbrowskiego – pomnik znajdujący się przy Stadionie Miejskim w Białymstoku, upamiętniający powstanie klubu sportowego Jagiellonia Białystok, którego protoplastą był Wojskowy Klub Sportowy 42 Pułku Piechoty.

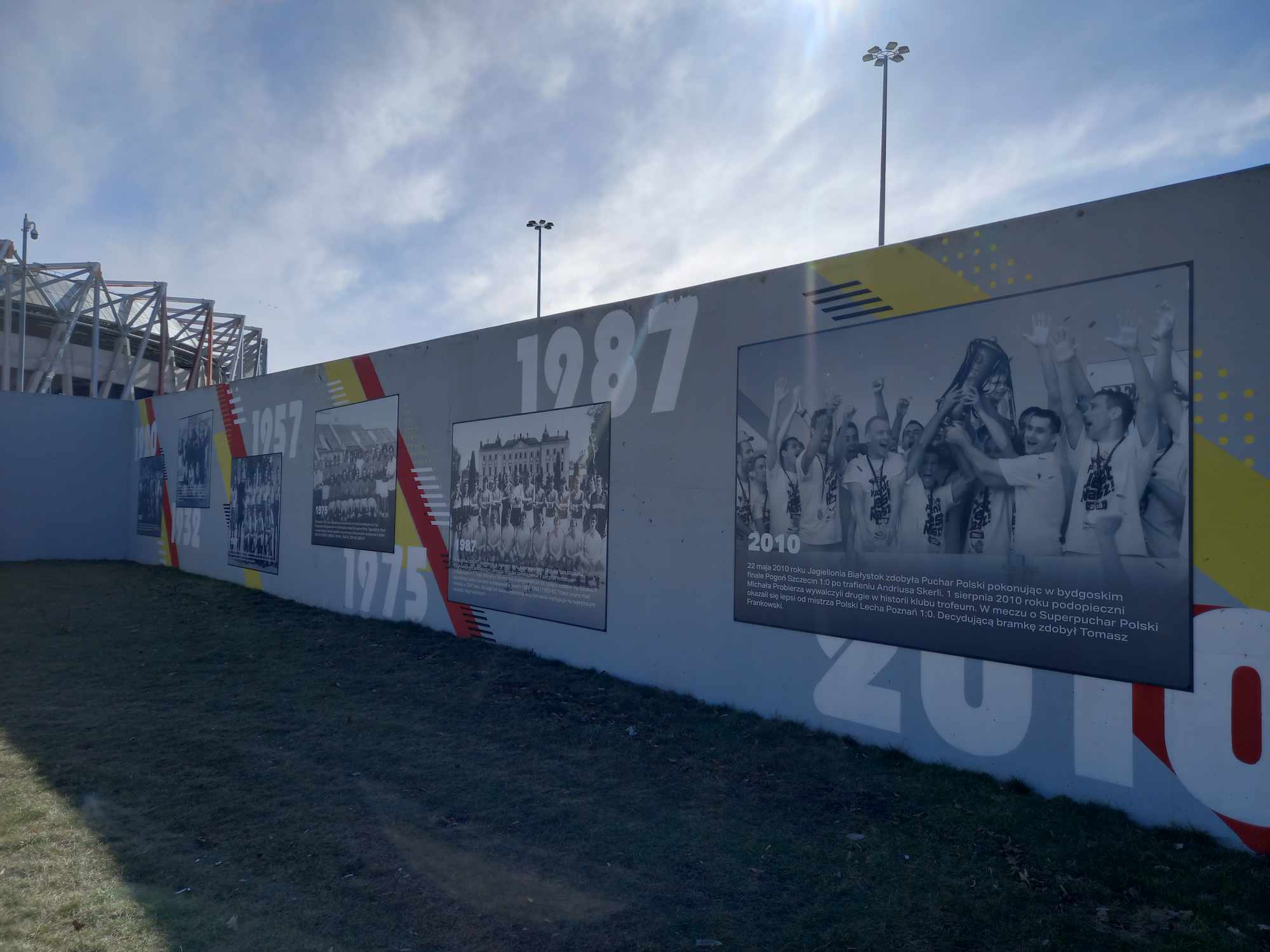
Mural z najważniejszymi wydarzeniami w historii Jagiellonii.

Pomnik autorstwa białostockiego artysty Eugeniusza Samsonowicza przedstawia dwóch legendarnych piłkarzy klubu z lat 30. Postacią w mundurze galowym oficera 42 pułku piechoty jest Julian Buchcik współzałożyciel BKS Jagiellonia, działacz, trener i kierownik drużyny, który zginął w zbrodni katyńskiej. W stroju piłkarza wychowanek WKS 42 pp. Antoni Komendo-Borowski był pierwszym białostoczaninem, który zagrał w drużynie narodowej, uczestniczył w kampanii wrześniowej i walkach pod Monte Cassino.
Na cokole widnieją napisy WKS 42 PP – Jagiellonia, a w drugim wierszu 1920-2020.

## Historia pomnika
Z inicjatywy kibiców Jagiellonii powstał pomysł i projekt uwiecznienia piłkarzy i żołnierzy WKS 42 Pułku Piechoty, którzy byli założycielami Jagiellonii Białystok. 29 września 2020 odbyła się konferencja, na której przedstawiono pomysł budowy i finansowania pomnika. W 2021 roku w ramach publicznej zbiórki wśród kibiców i sympatyków klubu zebrano ponad 260 tys. złotych. Zgromadzone fundusze pozwoliły na realizację pomnika wraz z zagospodarowaniem okolicznego placu.
Pomnik został odsłonięty 29 maja 2022 roku, a w ramach inwestycji stworzono galerię sław Jagiellonii oraz mural z wydarzeniami z życia klubu oraz tablicę z 770 nazwiskami darczyńców.